# لعبة حب
لعبة حب أو لاف غايم (بالإنجليزية: LoveGame)‏ أغنية بوب إلكتروني للفنانة الأمريكية ليدي غاغا من ألبومها الأول 'الشهرة'. وهي ثالث أغنية منفردة في أمريكا الشمالية وأوروبا، والرابعة في أستراليا، نيو زيلندة، السويد والمملكة المتحدة.
تتناول الأغنية بشكل عام مواضيع الشهرة والحب والجنس، وقد استوحت غاغا الأغنية من انجذابها الجنسي لرجل غريب رأته في ملهى ليلي. وأعجب النقاد بالعبارة الأخاذة: "I wanna take a ride on your disco stick" (أريد أن أخذ جولة على عصا الديسكو الخاصة بك) وقد شرحت غاغا أن العصا معناها في الحقيقة القضيب.

## الموسيقى التصويرية
كليب أغنية «لعبة حب» يعتبر جنسي جداً حيث قامت عدد لا بأس به من قنوات العالم بمنعه أو تعديله بإزالة المشاهد التي تكون فيها غاغا عارية تماماً.
يبدأ الفيديو كليب بثلاثة شباب يتمشون في التايمز سكوير، يفتحون بعد ذلك فتحة مجاري مكتوب عليها "Haus of Gaga" (بيت غاغا). تظهر غاغا بعد ذلك عارية مع طلاء أزرق وأرجواني مع بعض اللميع على جسدها، تداعب رجلين يحملان كتابتي «حب» و«شهرة» محلوقة في شعرهما. ينتقل المشهد إلى غاغا مرتدية لباساً رمادي-أبيض وغطاء رأس حيث تبدأ بالغناء. وتكون معها 'عصا ديسكو' مرتدية نظارات. تبدأ اللازمة عندما تتقدم غاغا وراقصيها ضمن النفق راقصة وهي تهبط بالدرج. ينتقل الكليب إلى قطار حيث يبدأ المقطع الثاني مع رقصات مصممة وغاغا مرتدية سترة جلدية. تنتقل الجماعة إلى موقف سيارات. تظهر غاغا بعد ذلك مع رجلين مرة أخرى، ثمتدخل كشكاً مع مفتش، حيث تقوم غاغا بتقبيله، وبينما تححرك الكاميرا من اليسار إلى اليمين يتحول المفتش إلى مفتشة. بينما يقترب الكليب إلى نهايته تقوم غاغا مع راقصيها برقصة مصممة تنتهي بمسك غاغا وراقصيها من افرجهم بينما ينظرون جميعاً إلى الكاميرا.